# Derxia
Derxia ist eine Gattung von Bakterien. Bis Oktober 2024 waren zwei Arten bekannt: Derxia lacustris und Derxia gummosa. Sie fixieren den Stickstoff (N2) aus der Atmosphäre und sind somit wichtig für den Stickstoffkreislauf der Erde. D. gummosa kommt im Wurzelbereich von Pflanzen vor und es wurde nachgewiesen, das die Art durch die Fixierung von N2 das Wachstum von Pflanzen fördert. Sie wird somit zu den sogenannten „Plant growth-promoting rhizobacteria“ (deutsch: „Pflanzenwachstumsfördernde Rhizobakterien“) gestellt.

## Merkmale
Die Arten von Derxia sind aerob, das heißt, sie benötigen Sauerstoff zum Wachstum. Sie sind durch Flagellen (Geißeln) beweglich. Sporen werden nicht gebildet.
Die Zellen von Derxia lacustris und D. gummosa sind stäbchenförmig und umgeben von einer Schleimkapsel. Sie enthalten Einlagerungen in Form von kleinen Körnern (Granulate) die Poly-β-Hydroxybutyrat enthalten. Sie dienen als Energiespeicher.
Der Gram-Test verläuft negativ, was auf den speziellen Bau der Zellwand hinweist. Gramnegative Arten besitzen nur eine einschichtige Mureinhülle, die von einer innerer und einer äußerer Membran abgeschlossen ist.

## Stoffwechsel und Wachstum
Die Arten sind chemoheterotroph, d. h. sie benötigen organische Verbindungen zum Wachstum. Die Art Derxia gummosa kann zusätzlich noch autotroph wachsen. Hierzu nutzt sie die Knallgasreaktion, hier wird Wasserstoff gespalten und damit Energie gewonnen. Weitere Knallgasbakterien innerhalb der Gram-negativen Bakterien sind z. B. Bradyrhizobium japonicum, Hydrogenobacter thermophilus, Paracoccus denitrificans und Xanthobacter autotrophicus.
Die Arten Derxia lacustris und D. gummosa sind in der Lage, freien Stickstoff aus der Luft zu binden, sie zählen zu den sogenannten diazotrophen Bakterien. Dies ist für die Fruchtbarkeit des Bodens wichtig, weil hierdurch eine Anreicherung von Stickstoffbindungen, wie z. B. Ammonium (NH4+), erfolgen kann. Dies ist vor allem für Pflanzen von Bedeutung, sie sind nicht in der Lage, freien Stickstoff aufzunehmen. Andere Arten, welche Stickstoff fixieren und für Pflanzen verfügbar machen sind z.b. in den Gattungen Rhizobium, Bradyrhizobium, Sinorhizobium, Alcaligenes, Azomonas, Beijerinckia, Erwinia und Xanthobacter zu finden.

## Systematik
Die Gattung Derxia ist nach dem niederländischen Mikrobiologen H.G. Derx benannt. Die Gattung zählt zu der Familie Alcaligenaceae innerhalb der Betaproteobacteria (Stand Oktober 2024). Bis Oktober 2024 waren zwei Arten beschrieben:
- Derxia gummosa Jensen et al. 1960
- Derxia lacustris Chen et al. 2013

Derxia gummosa wurde von H. L. Jensen und Mitarbeitern im Jahr 1960 beschrieben und im Jahr 2013 folgte von Wen-Ming Chen und Mitarbeitern die Art Derxia lacustris.

## Ökologie
Der zuerst beschriebene Stamm von Derxia lacustris stammt aus dem Süßwasser des Heaven Lakes in Taiwan. Die Art Derxia gummosa kommt hauptsächlich in tropischen Böden vor.
Derxia gummosa wird zu den sogenannten „Plant growth-promoting rhizobacteria“ (abgekürzt PGPR, zu deutsch: „Pflanzenwachstumsfördernde Rhizobakterien“) gestellt.
Durch die Fähigkeit, Stickstoff zu fixieren, sind diese Bakterien wichtig für die Bodenökologie und wirken fördernd auf das Wachstum der Pflanzen. So kommt Derxia gummosa im Wurzelbereich (Rhizosphäre) vor und kann den atmosphärischen Stickstoff in eine Form umwandeln, die Pflanzen aufnehmen können, wie z. B. Ammonium (NH4+). Dies ist von Nutzen für Pflanzen, da sie Stickstoff benötigen, ihn aber nicht direkt aus der Luft aufnehmen können.